# Monique de Roux
Monique de Roux est une peintre et graveuse française, née en 1946 à Boulogne-Billancourt. Elle vit et travaille en Espagne.

## Biographie
Sœur de l´écrivain Dominique de Roux, du navigateur Jacques de Roux, de l´avocat et homme politique Xavier de Roux et du journaliste Emmanuel de Roux, elle grandit en Algérie jusqu’à ses six ans avant de revenir s’installer à Paris. C’est au cours d’une visite au musée que Monique de Roux connaît son premier choc esthétique devant La Bohémienne endormie du Douanier Rousseau, bientôt suivi par celui des maîtres du Quattrocento, notamment Fra Angelico.
Elle étudie aux Beaux-Arts de Paris, spécialité gravure, de 1965 à 1968 puis complète sa formation l’année suivante à l'Académie royale des beaux-arts de San Fernando à Madrid où elle s’installe avec son époux.
Sa première exposition personnelle a lieu à la galerie La Maison pour tous à Paris en 1969, suivie de nombreuses expositions de gravures en Espagne dans les années 1970. Dominée par des teintes sombres, son œuvre se caractérise alors par des visions crépusculaires peuplées d’inquiétants mannequins, de personnages immobiles ou d’oiseaux en cage.
En 1980, elle reçoit le prix de gravure Carmen Arozena, suivi du prix Máximo Ramos en 1984.
Parallèlement à son œuvre gravé, Monique de Roux commence à s’intéresser à la peinture à la fin des années 1970. En 1984, elle est sélectionnée pour suivre les cours du peintre Antonio López García au Cercle des Beaux-Arts à Madrid. L’année suivante, elle s’installe avec sa famille au Panama où elle enseigne la gravure dans un atelier du Museo de Arte Contemporáneo de Panama. Ce séjour de quatre années en Amérique centrale a exercé une influence importante sur sa peinture. En plus des paysages naturels panaméens qui lui rappellent l’exotisme du Douanier Rousseau, c’est l’utilisation de couleurs pures comme langage symbolique qui modifie la perception de son œuvre.
Représentation de scènes archétypales caractérisées par un trouble indéfinissable, sa peinture s’apparente à un songe lumineux et énigmatique dont l’intemporalité évoque certains tableaux de Zurbaran ou du réalisme magique.
À son retour à Madrid, la fondation Mapfre lui décerne le prix de dessin Penagos en 1990. Depuis, elle expose régulièrement en Europe et en Amérique.
En 2005, elle achève la réédition de son œuvre gravé chez l´imprimeur Victor Galán. Cinq ans plus tard, la Bibliothèque nationale d'Espagne accepte la donation par l’artiste de 130 gravures, couvrant pratiquement la totalité de sa production graphique. En 2016, Monique de Roux fait partie des graveurs invités en résidence artistique au Xuyuan Center à l’initiative de la Chalcographie nationale de Madrid et de l’Institut Cervantes de Pékin. À l’occasion du 400e anniversaire de la mort de Cervantes, chaque artiste a réalisé de grandes gravures sur le thème du chevalier errant exposées ensuite à centre culturel de Pékin à l’issue du séjour.

## Expositions (sélection)
- 1994 : Galería Herold, Bruxelles. Galería Habitante[8], Panamá
- 1995 : Inter Art Galerie Reich, Köln
- 1996 : Galerie Alain Blondel, Paris
- 1997 : ARCO, Galería Seiquer, Madrid
- 1998 : Galería Habitante[8], Panama
- 1999 : Galerie Alain Blondel, Paris. Galería Tórculo, Madrid
- 2000 : Galería Nolde[9], Navacerrada, Madrid
- 2002 : Galería Habitante[8], Panama
- 2003 : Galería Van Dyck[10], Gijón. Galería Nolde[9], Navacerrada, Madrid
- 2007 : Inter Art Galerie Reich, Köln
- 2008 : Galerie Alain Blondel, Paris
- 2010 : Dibujos, Galería Pelayo47[11], Madrid. Galerie Alain Blondel, Paris
- 2013 : Moesta et Errabunda, Galerie Alain Blondel, Paris. Quand vient le soir, Galería José Rincón, Madrid
- 2014 : Galería Pelayo47[11], Madrid

### Collections publiques
- Calcografía Nacional, Madrid
- Museo Bello Piñeiro, El Ferrol
- Museo del dibujo de Sabiñánigo (Huesca)
- Museo Español del Grabado Contemporáneo, Marbella/Málaga
- Museo Postal y Telegráfico, Madrid
- Fundación Cultural Mapfre[4], Madrid
- Biblioteca Nacional, Madrid
- Museo Caixa Nova, Orense
- Museo Insular Convento de San Francisco, La Palma (Îles Canaries)